# Tucumyia angustigena
Tucumyia angustigena är en tvåvingeart som beskrevs av Curtis W. Sabrosky 1957. Tucumyia angustigena ingår i släktet Tucumyia och familjen smalvingeflugor. Inga underarter finns listade i Catalogue of Life.